# El limpiabotas
El limpiabotas (llamada originalmente Sciuscià [ʃuˈʃa], en italiano) es una película italiana de 1946 dirigida por Vittorio De Sica.

## Argumento
Dos amigos, Giuseppe y Pasquale, son jinetes. Su sueño es tener un caballo, pero no se lo pueden permitir así que tan solo pueden vivir limpiando botas en las calles de Roma. 
Un día, Attilo, el hermano mayor de Giuseppe, visita a los dos chicos. Attilo explica a Pasquale que Panza, un mafioso de la zona, tiene trabajo para ellos. Pasquale y Giuseppe se reúnen con él, que les ofrece dos mantas para vender. Giuseppe y Pasquale las vende a una adivinadora. Después de la venta, Panza, Attilo, y otro hombre entran en la casa de la adivinadora haciéndose pasar como policías y le acusan de comprar en el mercado negro. Mientras tanto, los chicos tienen dinero suficiente para comprar el soñado caballo. 
Los chicos van por la ciudad con el caballo. Pero la auténtica policía recoge la denuncia de la adivinadora y acusa a los chicos de haberlos robado 700,000 liras a la adivinadora, una cosa que realmente hicieron Panza y Attilo. Los chicos niegan los cargos pero Giuseppe y Pasquale son enviados a un reformatorio. 
Entre malos tratos e incomprensiones, sufren una experiencia dolorosa que los cambiará hasta el punto de arruinar su amistad. La fuga resulta más dramática que la detención y termina en una tragedia.

## Legado
El limpiabotas es una de las primeras muestras del neorrealismo italiano. En 1948, recibe el Oscar a la mejor película extranjera, el precursor de lo que sería el Oscar a la mejor película en habla no inglesa.